# Batman: Arkham City
Batman: Arkham City is een action-adventure/stealthspel ontwikkeld door Rocksteady Studios en uitgegeven door Warner Bros. Interactive Entertainment. Het is het vervolg op Batman: Arkham Asylum. Het spel kwam uit 21 oktober 2011 voor de Xbox 360 en PlayStation 3. Vier dagen na de release van het spel voor de zevendegeneratieconsoles kwam het spel uit voor Windows. De versie voor de Wii U, Batman: Arkham City Armored Edition genaamd, werd ontwikkeld door Warner Bros. Games Montréal en kwam op 30 november 2012 uit.

## Gameplay
Batman: Arkham City is een openwereldspel waarin de speler stealthtechnieken en allerlei bijzondere technische snufjes moet gebruiken.
Batman beweegt zich voornamelijk voort door de lucht met behulp van zijn kunstmatige vleugels. Met gebruik van zijn enterhaak kan Batman als het ware slingeren tussen uitkijkpunten als gargouilles en lantaarnpalen. Batman kan ook een "line launcher" gebruiken om horizontaal tussen gebouwen te bewegen. In tegenstelling tot Arkham Asylum kan Batman de line launcher ook als koord gebruiken om op te staan en kan de line launcher tijdens gebruik nog een keer worden ingezet om van richting te veranderen.
Mits de DLC is gedownload kan de speler ook met Catwoman spelen. In Gotham City zijn er meerdere plekken waar er tussen Batman en Catwoman gewisseld kan worden. Catwoman heeft naast een apart verhaal, ook een andere speelstijl. Catwoman is acrobatischer en heeft minder technische hulpmiddelen tot haar beschikking dan Batman, maar zij kan wel ondersteboven lopen. Catwoman heeft onder andere een bola, zweep en haar klauwen tot haar beschikking.

### Batman: Arkham City Lockdown
Een spin-off genaamd Batman: Arkham City Lockdown is ontwikkeld door NetherRealm Studios voor het mobiele platform iOS en is uitgebracht op 7 december 2011.

## Verhaal
Batman: Arkham City speelt zich af anderhalf jaar na de gebeurtenissen in Batman: Arkham Asylum. Quincy Sharp, voormalig directeur van het Arkham Asylum, heeft de vangst van de Joker toegeëigend en gebruikte zijn reputatie om tot burgemeester van Gotham verkozen te worden. Wanneer de gevangenissen Arkham Asylum en Blackgate niet meer kunnen dienen als plaatsen van detentie, koopt Sharp een groot deel van de sloppenwijken en bewapende huurlingen genaamd Tyger om 'Arkham City' te creëren, een stad waar alle criminelen van Gotham vrij kunnen leven op voorwaarde dat ze niet proberen te ontsnappen.
Voor het bewaken van de stad huurt Sharp psychiater Hugo Strange in. Wanneer Bruce Wayne een toespraak houdt tegen het idee van Arkham City wordt hij overmand door Tyger-soldaten en opgesloten in Arkham City. Wanneer hij zich bevrijdt trekt hij zijn Batmankostuum aan en gaat de stad in om het mysterieuze project van Hugo Strange, "Protocol 10", te onderzoeken.
Catwoman is ook in Arkham City en ondergaat een rechtszaak door Two-Face. Batman redt Catwoman van Two-Face, maar daarna worden ze alsnog door een scherpschuttersgeweer beschoten. Batman volgt het traject van de kogel en komt erachter dat het een aanval is van de Joker.
Als Batman de Joker probeert te pakken wordt hij gevangengenomen door Harley Quinn, het hulpje van de Joker, en spuit ze een dosis van het bloed van de Joker in hem. Joker blijkt ernstig ziek te zijn doordat hij is vergiftigd door het serum 'Titan'. De enige die in staat is een tegengif te maken, is Victor Freeze, die op dat moment gevangen wordt gehouden door de Penguin in zijn club, de Iceberg Lounge. Wanneer Batman hem heeft bevrijd, vertelt Freeze dat het tegengif niet afdoende is doordat het te snel afgebroken wordt om effectief te zijn. Batman komt op het idee gebruik te maken van het bloed van Ra's al Ghul, die al lange tijd is blootgesteld aan 'Lazarus', wat het tegengif zou kunnen aanvullen.
Batman volgt een lid van de League of Assassins, waarvan Ra's al Ghul de leider is, en ontdekt het hoofdkwartier ervan. Als Batman Ra's al Ghul ontmoet vraagt Ra's om hem te doden om daarna de League of Assassins samen met zijn dochter, Talia al Ghul, te leiden. Batman weigert, maar slaagt erin om een bloedmonster te nemen. Freeze krijgt het bloedmonster van Batman en maakt het tegengif klaar. Wanneer het klaar is eist Freeze van Batman dat hij zijn verloofde, Nora, te redden omdat zij is ontvoerd door de Joker. Omdat Batman weigert valt Freeze hem aan. Tijdens het gevecht steelt Harley Quinn het enige monster van tegengif. Batman wordt gedwongen om terug te keren naar de schuilplaats van de Joker, inmiddels genezen, om het tegengif te halen.
Het lukt de Joker om, samen met Talia al Ghul, uit de handen van Batman te blijven. Strange activeert dan Protocol 10, wat het doel heeft om via een luchtaanval alle politieke gevangenen te doden. Batman wordt gedwongen om de Joker met Talia te laten ontsnappen om onschuldige levens te redden. Hij vindt Strange en stopt Protocol 10. Dan ontdekt Batman wie er achter het project "Arkham City" zat: Ra's al Ghul. Ra's verschijnt en doodt Strange. In de laatste seconden van Strange activeert hij Protocol 11, wat ervoor zorgt dat de toren waarin ze zich bevinden ontploft. Batman springt samen met Ra's uit de toren en in de lucht overmeestert Batman hem waardoor Ra's wordt gedood door zijn eigen zwaard.
Dan vertrekt Batman voor zijn laatste confrontatie met de Joker in het Monarch Theater waar de clown staat te wachten met Talia als gijzelaar. Talia vermoordt de Joker. Op dat moment dat Batman ontdekt dat er twee Jokers zijn: de Joker die Talia heeft vermoord was Clayface die in een gezonde Joker was getransformeerd. De echte Joker, die nog steeds ziek is, schiet Talia in haar rug. Daarna ontstaat een gevecht tussen Batman en de Joker waarin Batman zichzelf kan injecteren met het tegengif. De Joker neemt ook het tegengif, maar het is te laat voor hem. Hij overlijdt lachend.
Kort daarna loopt Batman uit het theater met het lichaam van de Joker in zijn armen.

## Ontvangst
| Recensiescore       | Recensiescore                                                         |
| Recensieverzamelaar | Score                                                                 |
| ------------------- | --------------------------------------------------------------------- |
| GameRankings        | 90,56% (Windows) 94,11% (Xbox 360) 95,94% (PlayStation 3)             |
| Metacritic          | 91 uit 100 (Windows) 94 uit 100 (Xbox 360) 96 uit 100 (PlayStation 3) |
| Publicist           | Score                                                                 |
| 1UP.com             | A                                                                     |
| Eurogamer           | 9                                                                     |
| Gamer.nl            | 9,5                                                                   |
| GameSpot            | 9                                                                     |
| GameSpy             | 8                                                                     |
| IGN                 | 9,5                                                                   |
| Power Unlimited     | 91                                                                    |

### Recensieverzamelaars
Over het algemeen heeft Batman: Arkham City goede waarderingen gekregen. Gerenommeerde recensieverzamelsites Metacritic en GameRankings komen beiden op een score van boven de 90% voor alle platforms. De PlayStation 3-versie kreeg over het algemeen het hoogste cijfer met 95,94% van GameRankings en 96 uit 100 van Metacritic. GameRankings gaf daarnaast de Xbox 360-versie 94,11% en de Windows versie 90,56%. Metacritic, eens met GameRankings, gaf de Xbox 360-versie 94 uit 100 en de Windows-versie 91 uit 100.

### Recensenten
Ook door critici is Arkham City goed ontvangen. De cijfers gegeven door veelgelezen recensenten variëren tussen de 8 en de 9,5.
Carolyn Petit van Gamespot had als minpunt dat bazen te makkelijk te verslaan zijn en dat sommige acties van Batman niet te annuleren zijn waardoor Batman iets onzinnigs doet terwijl hij wordt beschoten. Daarna relativeert zij haar kritiekpunten door te zeggen dat dit minuscule kritiek is op een spel dat zo veel goed doet (But these criticisms are nitpicks in a game that does so much so well.). Wouter Brugge van Power Unlimited benadrukte dat de ontwikkelaar veel tijd heeft gestoken in de details.

## Muziek

### Original Video Game Score
De muziek gebruikt in het spel, gecomponeerd door Nick Arundel en Ron Fish, is uitgebracht op CD met de naam Batman: Arkham City - Original Video Game Score.

### The Album
Naast de Video Game Score gaf WaterTower Music ook een CD uit met bijdragen van verschillende artiesten; Batman: Arkham City - The Album.

## Rolverdeling
De stemmen zijn voor het grootste deel ingesproken door dezelfde personen als in Arkham Asylum. Zo vervult Kevin Conroy de rol van Batman en Mark Hamill de rol van de Joker. Mark Hamill zei dat dit de laatste keer was dat hij de stem van de Joker zou inspreken. Een groot deel van de tegenstanders uit Arkham Asylum keert terug, aangevuld met andere tegenstanders, zoals de Penguin, Two-Face en Mr. Freeze. Aan de zijde van Batman speelt Alfred Pennyworth voor het eerst een rol in deze serie.
| Personage                 | Stemacteur           |
| ------------------------- | -------------------- |
| Bruce Wayne / Batman      | Kevin Conroy         |
| Joker                     | Mark Hamill          |
| Selina Kyle / Catwoman    | Grey DeLisle         |
| Hugo Strange              | Corey Burton         |
| Mr. Freeze                | Maurice LaMarche     |
| The Penguin               | Nolan North          |
| Harley Quinn              | Tara Strong          |
| Alfred Pennyworth         | Martin Jarvis        |
| Harvey Dent / Two-Face    | Troy Baker           |
| Ra's al Ghul              | Dee Bradley Baker    |
| Talia al Ghul             | Stana Katic          |
| The Riddler               | Wally Wingert        |
| Solomon Grundy            | Fred Tatasciore      |
| Barbara Gordon / Oracle   | Kimberly Brooks      |
| Clayface                  | Rick D. Wasserman    |
| Poison Ivy                | Tasia Valenza        |
| Vicki Vale                | Kari Wahlgren        |
| Tim Drake / Robin         | Troy Baker           |
| Burgemeester Quincy Sharp | Tom Kane             |
| Victor Zsasz              | Danny Jacobs         |
| Deadshot                  | Chris Cox            |
| Mad Hatter                | Peter MacNicol       |
| Hush                      | Kevin Conroy         |
| Black Mask                | Nolan North          |
| Jack Ryder                | James Horan          |
| Commissaris James Gordon  | David Kaye           |
| Killer Croc               | Steve Blum           |
| Bane                      | Fred Tatasciore      |
| Caldendar Man             | Maurice LaMarche     |
| Azrael                    | Khary Payton         |
| Aaron Cash                | Duane R. Shepard sr. |
| William North             | Roger Rose           |
| Eddie Burlow              | Chris Cox            |

 Alle overige personages werden ingesproken door Carlos Alazraqui, Eric Bauza, Misty Lee, Crispin Freeman, Chris Gardner, Michael Gough, Joe Holt, Jim Meskimen, Roger Rose, Duane R. Shepard sr., Kari Wahlgren en Audrey Wasilewski. 